# Kapstentrast
Kapstentrast (Monticola rupestris) är en fågel i familjen flugsnappare inom ordningen tättingar. Den förekommer i södra Afrika.

## Utseende och läte
Kapstentrasten är en stor och knubbig stentrast med relativt lång stjärt. Hanen är brun på ryggen, med blågrått begränsat till huvud och strupe. Honan skiljer sig från andra stentrastar genom formen och djupt beigefärgad undersida som bryts av en liten vit fläck mitt på strupen. Andra stentrastshanar har blågrå rygg.

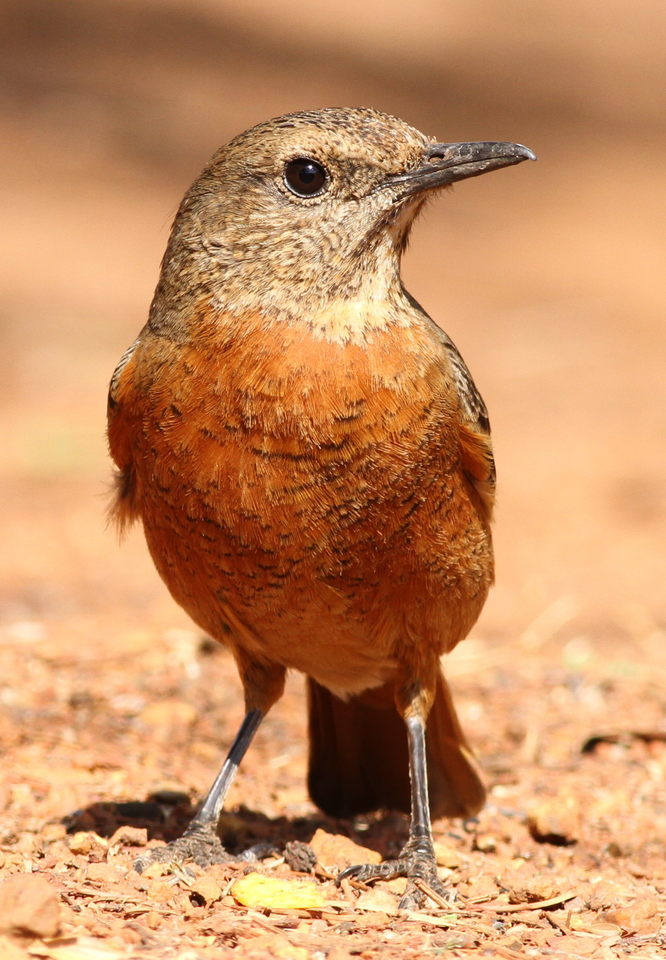
Hona kapstentrast.

## Utbredning och systematik
Kapstentrasten förekommer i södra Afrika, från sydöstra Botswana till södra Moçambique, Swaziland och Kapprovinsen. Den behandlas som monotypisk, det vill säga att den inte delas in i några underarter.

### Familjetillhörighet
Stentrastarna ansågs fram tills nyligen liksom bland andra stenskvättor, rödstjärtar och buskskvättor vara små trastar. DNA-studier visar dock att de är marklevande flugsnappare (Muscicapidae) och förs därför numera till den familjen.

## Levnadssätt
Kapstentrasten bebor klippiga områden i gräsmarker, halvtorra områden och fynbos. Arten har också anpassat sig till människans närvaro och kan ses häcka på byggnader i små samhällen. Den ses ofta i par eller smågrupper.

## Status
Arten har ett stort utbredningsområde och beståndet anses vara stabilt. Internationella naturvårdsunionen IUCN listar den därför som livskraftig (LC).